# Arche (Mond)
Arche (auch Jupiter XLIII) ist einer der kleineren Monde des Planeten Jupiter.

## Entdeckung

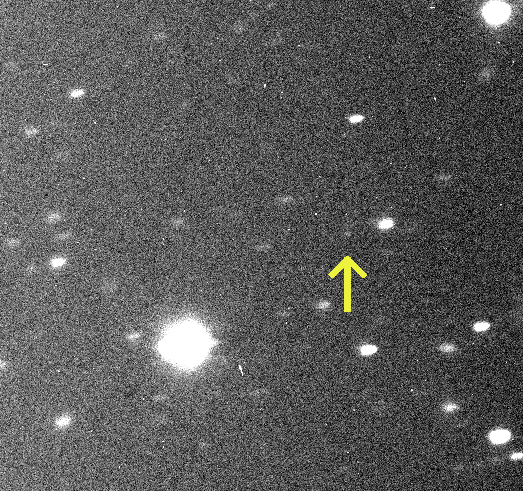
Entdeckungsbilder von Arche am 31. Oktober 2002 (Universität Hawaii)

S/2002 J 1 wurde am 31. Oktober 2002 von Scott S. Sheppard auf Mauna Kea entdeckt. Der Mond hat am 30. März 2005 den offiziellen Namen Arche von der Internationalen Astronomischen Union (IAU) erhalten.
Benannt wurde der Mond nach Arche, einer der titanischen Musen.

## Bahndaten
Arche umkreist Jupiter in einem mittleren Abstand von 22.931.000 km in 723 Tagen, 22 Stunden und 36 Minuten. Die Bahn weist eine Exzentrizität von 0,2588 auf. Mit einer Neigung von 165,001° ist die Bahn retrograd, d. h., der Mond bewegt sich entgegen der Rotationsrichtung des Jupiter um den Planeten.
Aufgrund seiner Bahneigenschaften wird Arche der Carme-Gruppe, benannt nach dem Jupitermond Carme, zugeordnet.

## Physikalische Daten
Arche besitzt einen Durchmesser von etwa 3 km. Seine Dichte wird auf 2,6 g/cm³ geschätzt. Er ist vermutlich überwiegend aus silikatischem Gestein aufgebaut.
Er weist eine sehr dunkle Oberfläche mit einer Albedo von 0,04, d. h., nur 4 % des eingestrahlten Sonnenlichts werden reflektiert. Seine scheinbare Helligkeit beträgt 22,8m.